# Băișești, Suceava
Băișești (în trecut Baiașești, în germană Bajaszestie) este un sat în comuna Cornu Luncii din județul Suceava, Bucovina, România.
În 1775 a fost înființat la Băișești un oficiu de carantină (Rastelamt) cu scopul de a preveni răspândirea epidemiilor în Bucovina (și implicit în Imperiul Habsburgic) dinspre Estul Europei (Moldova-ulterior Regatul României, Imperiul Otoman și Imperiul Rus). Centre de carantină au existat în mai multe zone de graniță ale Bucovinei (Boian, Bosanci, Sinăuți, Onut).

## Recensământul din 1930
Componența etnică a satului Băișești
     Români (96,2%)
     Germani (0,9%)
     Evrei (2,9%)
Componența confesională a satului Băișești
     Ortodocși (96%)
     Romano-catolici (0,85%)
     Mozaici (2,9%)
     Evanghelici\Luterani (0,25%)
Conform recensământului efectuat în 1930, populația satului Băișești se ridica la 1473 locuitori. Majoritatea locuitorilor erau români (96,2%), cu o minoritate de germani (0,9%) și una de evrei (2,9%). Din punct de vedere confesional, majoritatea locuitorilor erau ortodocși (96,0%), dar existau și romano-catolici (0,85%), mozaici (2,9%) și evanghelici\luterani (0,25%) . 

## Școala Gimnazială Băișești
Școala Gimnazială Băișești a fost fondată în anul 1883. De la înființare, instituția a avut un rol important în educația locală, fiind un centru de formare pentru numeroase generații de elevi din zonă. De-a lungul deceniilor, școala s-a adaptat constant la schimbările educaționale, iar astăzi continuă să joace un rol esențial în dezvoltarea culturală și educațională a comunității, fiind cea mai dezvoltată școală din județul Suceava, care oferă un învățământ modernizat pentru copii din Băișești și localitățile învecinate.

### Istoric
Școala Gimnazială Băișești este una dintre cele mai vechi instituții de învățământ din județul Suceava, având o tradiție educațională remarcabilă, ce datează din anul 1883. Înființată în cadrul unui context legislativ favorabil educației, școala a evoluat de-a lungul decadelor, devenind un pilon al educației în această regiune. În această perioadă, școala a fost martoră la evenimente istorice semnificative și a jucat un rol important în educarea mai multor generații de elevi din Băișești și localitățile învecinate.

#### Începuturile școlii și contribuția comunității locale
Înființarea Școlii Gimnaziale Băișești a fost posibilă datorită unei legi fundamentale a educației din acea perioadă, Legea Instrucției Publice din 1869, care prevedea înființarea școlilor populare în fiecare localitate. În acest context, în 1883, s-a deschis școala din Băișești, cu scopul de a oferi educație de calitate copiilor din acest sat și din localitățile învecinate. Un moment important în istoria școlii a fost contribuția Eufrosinei Pantazi, o personalitate locală de seamă, care a donat școlii o grădiniță de 60 prăjini și curtea veche, oferind astfel un loc adecvat pentru construirea unei clădiri școlare. În 1885, învățământul a început efectiv în noua clădire a școlii, iar acest edificiu a reprezentat un simbol al progresului educațional din zonă.

#### Perioada războaielor și dificultățile educaționale
De-a lungul celor peste 100 de ani de existență, școala din Băișești a trecut prin perioade dificile, inclusiv în timpul celor două războaie mondiale. În perioada Primului Război Mondial, clădirea școlii a fost distrusă, iar activitatea educațională a fost întreruptă pentru o perioadă. Cu toate acestea, comunitatea locală a făcut eforturi considerabile pentru a menține în viață instituția educațională, iar învățământul a fost reluat imediat după terminarea războiului. În această perioadă, școala a fost vizitată de personalități importante ale vremii, precum Dimitrie Isopescu și Ludovic Dolinschi, care au susținut dezvoltarea educațională a regiunii.

#### Intrarea României înMarele Războiși impactul asupra școlii
În anul 1918, un alt moment semnificativ din istoria școlii a fost legat de evenimentele care au marcat Unirea Bucovinei cu România. În acest an, trupele române au intrat în Bucovina prin Cornu Luncii, iar Băișești a fost unul dintre locurile unde soldații români au fost întâmpinați cu pâine și sare, un simbol al primirii călduroase și al unității naționale.

#### Reînființarea și reconstrucția școlii după alal Doilea Război Mondial
După al Doilea Război Mondial, în perioada 1944-1945, școala a trecut printr-o perioadă de închidere temporară, din cauza evacuării populației din calea frontului. După război, în anul 1948, s-a pus piatra fundamentală pentru un nou local de școală, iar în anii următori, instituția a fost reconstruită și modernizată, pentru a răspunde cerințelor educaționale ale noii perioade. În această perioadă, școala a fost frecventată nu doar de elevi din Băișești, ci și din localitățile învecinate, precum Brăiești și Stănilești.

#### Consolidarea rolului educațional al școlii înperioada interbelicășipostbelică

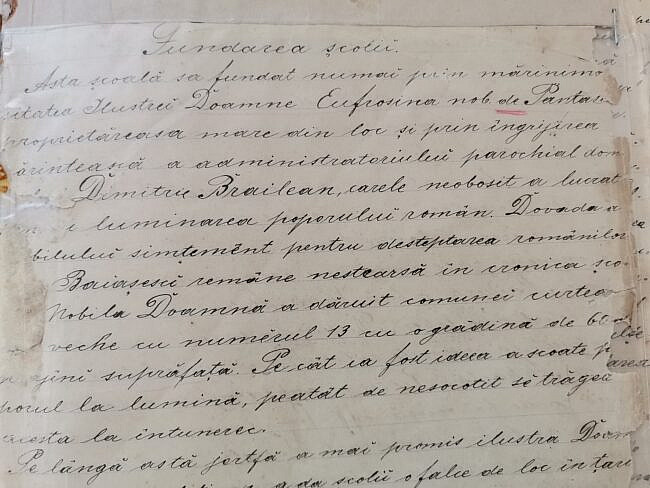
Conținut al Cronicii

În perioada interbelică și în perioada regimului comunist, Școala Gimnazială Băișești a continuat să își consolideze rolul în educația regiunii. În 1918, după Unirea Bucovinei cu România, învățământul din Băișești a fost organizat într-un spirit românesc, iar învățământul a fost extins și în localitățile învecinate, cum ar fi Cornu Luncii. În 1901, a fost înființată o școală la Brăiești, iar în 1926, învățământul a fost organizat și în Cornu Luncii. Aceste măsuri au contribuit la dezvoltarea unei rețele educaționale extinse în zonă, iar Școala Gimnazială Băișești a devenit un centru educațional important.

#### Modernizarea și statutul actual al școlii
Începând din 2005, Școala Gimnazială Băișești a obținut personalitate juridică și a inclus și Școala Brăiești, consolidându-și astfel statutul de instituție educațională importantă în județul Suceava. Această perioadă a marcat o etapă de modernizare continuă, iar școala a fost dotată cu facilități moderne, pentru a oferi elevilor o educație de calitate, adaptată cerințelor actuale. De-a lungul anilor, școala a fost un loc de formare pentru numeroase personalități de seamă, precum Constantin Vlad, medic psihiatru și fondator al Societății Române de Psihoanaliză, Mircea Tîrnoveanu, matematician de renume, și Constantin Blănaru, scriitor și jurnalist.

### Modernizare și investiții recente
În ultimii ani, Școala Gimnazială Băișești a beneficiat de investiții semnificative. Aceste modernizări au vizat atât infrastructura fizică, cât și dotările tehnologice.

#### Proiecte de eficiență energetică și infrastructură verde
În anul 2023, școala a implementat un amplu proiect de eficientizare energetică, în valoare de 3,2 milioane lei, finanțat prin fonduri europene și Planul Național de Redresare și Reziliență (PNRR). Lucrările au inclus anveloparea clădirii cu materiale izolatoare de înaltă calitate, înlocuirea tâmplăriei cu ferestre de casă pasivă și instalarea de panouri fotovoltaice și pompe de căldură deservite de foraje la adâncimi de până la 125 de metri. Aceste măsuri permit școlii să își asigure în proporție de 95% necesarul de energie electrică și termică, reducând semnificativ costurile operaționale și impactul asupra mediului, asigurând școlii un loc în programul Școala ECO.

#### Dotări tehnologice de ultimă generație
Pentru a răspunde cerințelor educaționale moderne, sălile de clasă au fost echipate cu monitoare interactive de mari dimensiuni, facilitând metode de predare interactive și captivante. Toate clasele beneficiază de aer condiționat, aerisire inteligentă și supraveghere non-stop.
Un punct de atracție al modernizării este laboratorul de informatică, dotat cu 26 de calculatoare all-in-one de ultimă generație. Laboratorul este folosit atât pentru orele de informatică, cât și pentru diverse activități extracurriculare.

#### Sprijinul autorităților locale și implicarea comunității
Succesul acestor proiecte se datorează implicării active a autorităților locale, în special a primarului comunei Cornu Luncii, Gheorghe Fron, și a directorului școlii, Vasile Pohoață. Eforturile lor susținute au fost esențiale în obținerea finanțărilor și în coordonarea lucrărilor de modernizare, demonstrând un angajament ferm față de dezvoltarea infrastructurii educaționale locale.

#### Recunoaștere și impact în comunitate
Transformările aduse școlii au fost apreciate atât de elevi și părinți, cât și de oficialități. Deputatul Gheorghe Șoldan, prezent la deschiderea anului școlar, a subliniat importanța acestor investiții în crearea unui mediu educațional propice performanței și dezvoltării personale a elevilor. Modernizările au consolidat statutul Școlii Gimnaziale Băișești ca una dintre cele mai avansate instituții de învățământ din județul Suceava, oferind condiții de studiu la standarde europene.

#### Planuri de viitor și sustenabilitate
Pe lângă realizările actuale, conducerea școlii și autoritățile locale își propun continuarea eforturilor de modernizare și extindere a facilităților educaționale. Planurile de viitor includ dezvoltarea unor baze sportive moderne și implementarea unor programe educaționale inovatoare.

### Activități educaționale și culturale
Școala Gimnazială Băișești se implică activ în organizarea unor activități educaționale și culturale care contribuie la dezvoltarea abilităților elevilor și la formarea caracterului acestora. În fiecare an, elevii au ocazia să participe la diverse proiecte educaționale și activități care le dezvoltă abilități esențiale pentru viitorul lor. De exemplu, în cadrul „Școlii de vară” din 2017, elevii au avut parte de activități interactive, învățând prin joc și colaborare.
Mai recent, în decembrie 2023, Școala Gimnazială Băișești a fost parte a proiectului „Educație pentru noua generație”, alături de Clubul Rotary Fălticeni și alte organizații locale. Acest proiect a combinat educația financiară cu activități caritabile, iar elevii au avut ocazia să învețe despre importanța ajutorului reciproc, participând la târguri de Crăciun pentru a strânge fonduri destinate colegilor care aveau nevoie de sprijin.

### Colaborări internaționale și proiecte transfrontaliere
Școala Gimnazială Băișești a fost activ implicată în diverse colaborări internaționale și proiecte transfrontaliere, consolidându-și rolul ca instituție educațională dinamică și deschisă către parteneriate externe. Un exemplu semnificativ este participarea la proiecte educaționale și culturale care au vizat promovarea schimburilor între școlile din România și Republica Moldova.
Un proiect notabil a fost „Porți deschise către Prut”, derulat din 2019, inițiat de Primăria Cornu Luncii în colaborare cu Liceul Teoretic „Ion Luca Caragiale” din Orhei (Republica Moldova) și Școala Gimnazială „Alexandru Ciucurencu” din Tulcea. Scopul acestui proiect a fost promovarea educației și a schimburilor culturale între instituțiile din cele două țări, facilitând un dialog educațional între elevi și profesori din regiuni diferite, dar cu o istorie și cultură comune.
Un alt proiect important a fost „Un Trio al Cunoașterii: Basarabia - Bucovina - Delta Dunării”, care a avut loc pe 24 mai, reunind elevi și profesori din aceste trei regiuni. Proiectul a fost realizat în parteneriat cu Liceul Teoretic „Ion Luca Caragiale” din Orhei și Școala Gimnazială „Alexandru Ciucurencu” din Tulcea. Scopul principal a fost aprofundarea cunoștințelor despre istoria și cultura acestor regiuni, iar evenimentul a inclus o serie de activități educaționale interactive, care au întărit legăturile culturale dintre participanți.